# アメリカ第一主義委員会
アメリカ第一主義委員会（アメリカだいいちしゅぎいいんかい、The America First Committee, AFC）とは、1940年9月に設立された、アメリカ合衆国の圧力団体である。アメリカの第二次世界大戦に対するいかなる形での関与にも反対し、アメリカの孤立主義(Isolationism)を支持する目的で設立された。この団体の会員数は、最盛期には80万人を超え、アメリカ全土に450の支部が設立された。この団体の構成員には、共和党員、民主党員、農民、実業家、学生、ジャーナリストに加えて、共産主義者や反共主義者もいた。アメリカの孤立主義を後押しするこの団体には複数の著名人も委員として加入したが、反ユダヤ主義(Anti-Semitism)とファシズム(Fascism)に傾倒する発言も目立つようになり、これは物議を醸すこととなった。この委員会は、「アメリカを戦争に参戦させた」としてフランクリン・デラノ・ルーズヴェルト(Franklin Delano Roosevelt)を厳しく批判し、ルーズヴェルトによる大英帝国とフランスへの支援にも反対した。アメリカ第一主義委員会は、「いかなる外国勢力であれ、要害堅固なアメリカを攻撃することはできない」「イギリスがナチス・ドイツに敗れたとしても、アメリカの安全保障が脅かされる心配は無い」「イギリスに軍事支援を実施すれば、アメリカは戦争に巻き込まれる」と主張した。彼らはルーズヴェルトがイギリスのために推進した駆逐艦・基地協定や武器貸与法(The Lend-Lease Bill)にも激しく反対したが、それらを阻止することはできなかった。
この圧力団体は、イェール大学の学生でのちに駐ノルウェー大使に就任するロバート・D・スチュアート・ジュニアが率いる学生団体が立ち上げ、退役軍人のロバート・E・ウッドが代表を務めた。フォード・モーターを創設したヘンリー・フォード(Henry Ford)もこの団体に加わった。ヘンリー・フォードは、「社会における諸悪の根源はユダヤ人の存在にある」と宣伝する刊行物を発行したが、その反ユダヤ主義の発言が物議を醸し、脱退するに至った。ウォルト・ディズニー(Walt Disney)、将来の合衆国大統領、ジェラルド・フォード(Gerald Ford)、飛行士のチャールズ・リンドバーグ(Charles Lindbergh)もこの団体に加わった。リンドバーグは「アメリカにいるユダヤ人が、アメリカに戦争への道を突き進ませた」「イギリス、ルーズヴェルト政権、アメリカ国内にいるユダヤ人が戦争を煽っている」と非難した。1941年9月11日、アイオワ州デモインにて開催された集会に出席したリンドバーグは演説を行った。リンドバーグは、ドイツでユダヤ人が受けている迫害に対して憫察の意を示しつつも、ユダヤ人は、何の利益ももたらさない戦争にアメリカを参戦させようとしている、と述べた。リンドバーグは、「この国にいるユダヤ人の団体は、戦争を煽るのを止めて、あらゆる手段で戦争に反対すべきである。『忍耐』とは、平和と力強さに依存する美徳のことだ。この美徳は、戦争や荒廃には耐えられないことを歴史が証明している。先見の明がある少数のユダヤ人はこのことを認識しており、戦争への介入に反対している。しかし、大多数はそうではない」、「イギリスとユダヤ人は、我が国を戦争に巻き込みたがっている」、「ユダヤ人がアメリカにもたらす『最大の危機』とは、『映画、報道機関、無線放送、政府に対して、彼らが及ぼしている重大な所有権と影響力のことだ」と発言した。この演説により、リンドバーグは「反ユダヤ主義者」と呼ばれた。リンドバーグによる言葉は、「アメリカ第一主義委員会は、反ユダヤ主義やファシズムに対する共鳴を公然と示している」との批判を強めることになった。歴史家のスーザン・ダン(Susan Dunn)は、「会員たちの大多数は、愛国心と互助精神に溢れ、努めて公正であろうとしただろうが、アメリカ第一主義委員会が反ユダヤ主義の汚点を払拭できる日が到来することは無いだろう」と書いた。
カリフォルニア州立大学(The California State University)のブラッドリー・W・ハート(Bradley W. Hart)は、「アメリカ第一主義委員会の会員たちは、自分たちを『アメリカ人の愛国心ならびにアメリカの伝統・流儀の頂点に立つ存在』と位置づけ、アメリカの戦争への参戦に強く反対した」と指摘している。ハートによれば、彼らは攻撃よりも防衛を重視し、自分たちが、『Gold Star Mothers』（「戦争で子供を亡くした母親」の意味）の数が増えるのを『防ぐことにだけ関心がある』愛国者に見せようと振る舞ったのだ」という。彼らの多くは反ユダヤ主義の思想を掲げ、ナチス・ドイツに親近感を抱く者も多かったが、第二次世界大戦が激化するにつれて、そのような意見は非難されるようになった。
1941年12月7日、大日本帝国による真珠湾攻撃を受けて、アメリカは第二次世界大戦への参戦を正式に決定し、アメリカ第一主義委員会は解散となった。

## 背景

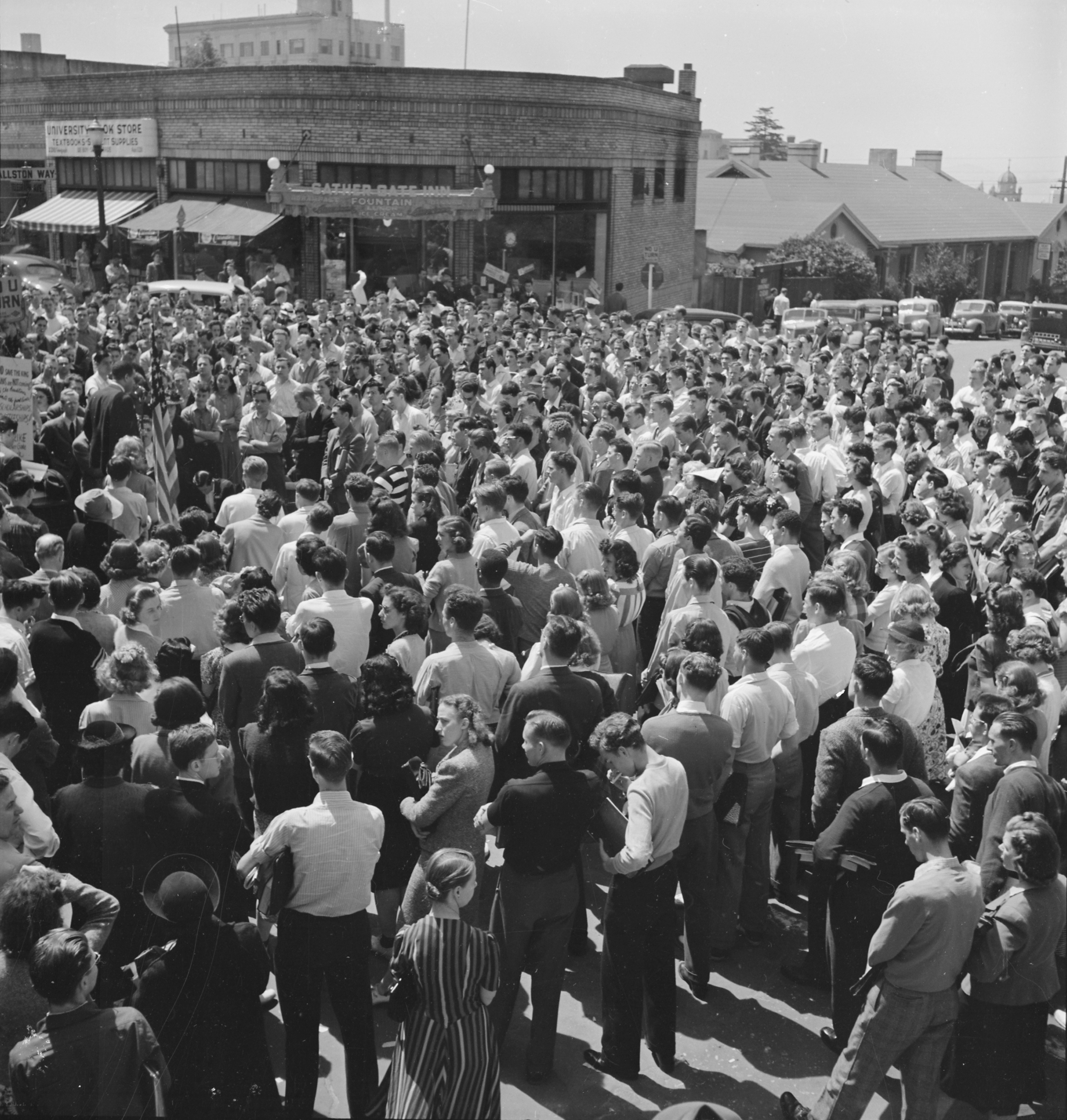
集会に参加したカリフォルニア大学の学生たち。アメリカの第二次世界大戦への参戦に対して反対の意思を示す目的で行われた（カリフォルニア州バークリーにて。1940年4月19日撮影）

18世紀後半から20世紀前半にかけて、アメリカが採用した外交政策は「不介入主義」（Non-intervensionism）であった。アメリカの領土の防衛とは無関係の戦争に巻き込まれるのを防ぐために、他国との軍事同盟を避ける、という方針であった。
20世紀前半の時点で、反ユダヤ主義の機運はアメリカ全土に亘って拡がっていた。歴史家のジュリアン・E・ゼライザー(Julian E. Zelizer)は『The Atlantic』紙に「社会のあらゆる水準、国土全体で、反ユダヤ主義が顕在化していた」と書いた。ヘンリー・フォード(Henry Ford)は、「社会における諸悪の根源はユダヤ人の存在にある」と宣伝する刊行物を発行した。司祭のチャールズ・カフリン(Charles Coughlin)は、無線放送の中で、反ユダヤ主義思想を滔滔と述べた。ハーヴァード大学、イェール大学、コロンビア大学、プリンストン大学では、ユダヤ人の学生の入学枠に制限を課していた。1930年代後半の時点でアメリカ連邦政府は孤立主義を採用していた。歴史家のスーザン・ダン(Susan Dunn)は、
| 「 | 孤立主義や不介入主義を支持する者は、信念体系、経済、民族、地理、複数の分野における、あらゆる種類の人間や有色人種にも見られた。農民、労働組合指導者、裕福な実業家、大学生、新聞社、富裕な上流階級、アメリカに到着したばかりの移民もいた。彼らは民主党員、共和党員、社会主義者、共産主義者、反共主義者、急進主義者、平和主義者、単にルーズヴェルトを嫌っている者たちで構成されていた | 」 |

と書いた。この孤立主義の推進力となった存在は大学生であり、イェール大学はこのような心持ちの立脚地となっていた。1940年9月4日、イェール法科大学院(The Yale Law School)の学生でのちに駐ノルウェー大使を務めるロバート・D・スチュアート・ジュニアが、アメリカの不介入主義を推進する団体を設立した。ロバート・ダグラス・スチュアート・ジュニアは、不介入主義・学生機構の一員であった。1940年の春に活動を開始したこの機構の参加者で、署名を残している人物に、ジェラルド・フォード(Gerald Ford)、アメリカ合衆国最高裁判所の判事となるポーター・スチュワート、のちに外交官となるユージーン・M・ロック、1961年3月に創設された平和部隊(The Peace Corps)の初代長官を務めたサージェント・シュライヴァー、のちにイェール大学の学長を務めるキングマン・ブリュースター・ジュニアがいる。ロバート・ダグラス・スチュアート・ジュニアは、不介入主義の活動に専念するため、イェール大学を中退した。1940年の夏、ロバート・ダグラス・スチュアート・ジュニアは、キングマン・ブリュースター・ジュニアとともにワシントンにいる政治家や、ブリュースターの地元であるシカゴにある企業の著名人から、この政治運動に対する支持を得た。全国復興庁(The National Recovery Administration)の初代長官を務めたヒュー・S・ジョンソン(Hugh S. Johnson)は、1940年9月、国営無線放送の中で、「アメリカ第一主義委員会」の発足を公式に宣言した。
1939年の時点で、アメリカ国内ではファシズムを支持する団体が結成され、その数は750を超えた。親枢軸国、反ユダヤ主義、反ソ連を主張する機関紙、雑誌、広報、新聞が、アメリカ中に溢れ返っていた。「アメリカを共産主義から救おう」との名目のもとで、これらの組織団体が発行した刊行物の多くは、「アメリカ政府を転覆させ、アメリカにファシズム政権を樹立し、ソ連に対抗するために枢軸国と同盟を結ぼう」と呼びかけていた。

## 組織と会員

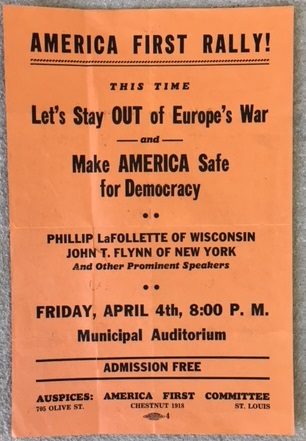
1941年4月4日、ミズーリ州で開催された、アメリカ第一主義委員会の集会で配布された小冊子。「ヨーロッパの戦争に関わってはいけない」「民主主義のアメリカを安泰にしよう」と書かれている。

アメリカ第一主義委員会は、この団体の主宰者として、退役軍人のロバート・E・ウッドを委員長に選出した。のちの真珠湾攻撃を受けて委員会が解散するまで、ウッドはこの団体の委員長を務めた。アメリカ第一主義委員会は、7人で構成される執行委員会が行動指針の決定を主導しており、初期の頃には、ロバート・E・ウッド、ロバート・ダグラス・スチュアート・ジュニアのほかに、アメリカ中西部出身の実業家も会員として加わっていた。また、アメリカ第一主義委員会の目的を支持する著名人からなる「全国委員会」も結成され、その会員数は50人であった。不介入主義の感情が見られる場所や地域であれば、どこであれ、この委員会の支部が設立された。支部ができたことにより、より分散化された資金調達構造が形成され、支部は賛同者からの寄付に頼ることが多くなった。1940年9月の設立からまもなく、本格的な組織化と人材募集の勧誘活動が、委員会の運動本部があるイリノイ州シカゴで始まった。これには、複数の都市で出版されている影響力のある新聞に全面広告を掲載したり、無線放送の料金の支払いも含まれていた。資金調達活動も実施され、およそ2万5千人から37万ドルの寄付金が集まった。委員長のロバート・E・ウッド、ウィリアム・H・レグネリー、ヴィック化学会社(Vick Chemical Company)のヘンリー・スミス・リチャードソン(Henry Smith Richardson)、『ニューヨーク・デイリー・ニュース』(The New York Daily News)の創設者でジャーナリストのジョセフ・メディル・パターソン、シカゴ・トリビューン(Chicago Tribune)の発行人、ロバート・R・マコーミックといった富豪や、モンゴメリー・ウォード、ホーメル・フーズ(Hormel Foods)、インランド鉄鋼会社といった企業からも寄付を受けた。
アメリカ第一主義委員会は、最盛期には80万人から85万人の会員を擁するほどになり、アメリカ全土に450の支部が設立され、アメリカの歴史においても有数の反戦団体となった。会員の三分の二は、シカゴから半径483 km以内の地域に住んでおり、イリノイ州にある60の支部は13万5千人の会員を抱えていた。軍隊への関与で知られ、先祖代々、イギリスとのつながりが強い合衆国南部においては、この委員会の支部はほとんど存在しなかった。アメリカ第一主義委員会は、独自の世論調査を実施しようとしたが、そのための充分な資金を得られなかった。ニューヨークにできた支部は19万ドルを得られたが、その大部分は4万7000人の寄付者からのものであった。アメリカ第一主義委員会は、会員名簿を持たず、会費も徴収しておらず、地方支部は自律的な存在であり、委員会の執行部は、自分たちがどれほどの数の「会員」を抱えているのか、を把握していなかったという。
アメリカ第一主義委員会への賛同を表明する政治家もいた。民主党上院議員のバートン・K・ウィーラー、デイヴィッド・I・ウォルシュ、共和党上院議員のジェラルド・P・ナイ、ヘンリック・シップステッドは、アメリカ第一主義委員会の運動を支持していた。ウィスコンスィン州知事を務め、1934年にウィスコンスィン進歩党を結党するフィリップ・ラ・フォレットも、この団体の会員に加わった。アメリカ第一主義委員会に対する政治家からの支持が強かった地域は、アメリカ中西部であった。バートン・ウィーラーとジェラルド・ナイは、アメリカ第一主義委員会が開催する集会に出席し、弁舌を振るった。建築家のフランク・ロイド・ライト(Frank Lloyd Wright)や、女優のリリアン・ギッシュ(Lillian Gish)も、アメリカ第一主義委員会の支持者として知られる。聖ジェイムス宮廷の特命全権大使を辞任したのち、孤立主義、反イギリス、敗北主義に傾倒していたジョセフ・P・ケネディ(Joseph P. Kennedy Sr.)は、アメリカ第一主義委員会の委員長になる機会を受けたこともある。著名人で構成される全国委員会には、外交官のウィリアム・リチャーズ・キャッスル(William Richards Castle Jr.)、ジャーナリストのジョン・T・フリン、作家のアリス・ルーズヴェルト・ロングワース、小説家のキャスリーン・ノリス、第一次世界大戦に従軍し、のちに外交官となるハンフォード・マクナイダー(Hanford MacNider)、第一次世界大戦で操縦士を務めたエディー・リッケンバッカーがいる。のちにコネティカット州知事、駐インド大使を務めるチェスター・B・ボウルス(Chester B. Bowles)も、アメリカ第一主義委員会に加わった。ジェラルド・フォード(Gerald Ford)は、イェール大学に支部が創設されたときに参加していた会員の一人であったが、イェール・ブルドッグス・フットボールの副監督の地位が危うくなる可能性を考慮し、まもなく委員会から去った。のちに合衆国最高裁判所の判事となるポーター・スチュワートも委員の一人であった。ジョン・F・ケネディ(John F. Kennedy)は、「あなたがたはとても重要な役割を果たしています」と書かれた覚書を添えるとともに、アメリカ第一主義委員会に100ドルを寄付したことがある。

## ルーズヴェルトへの批判

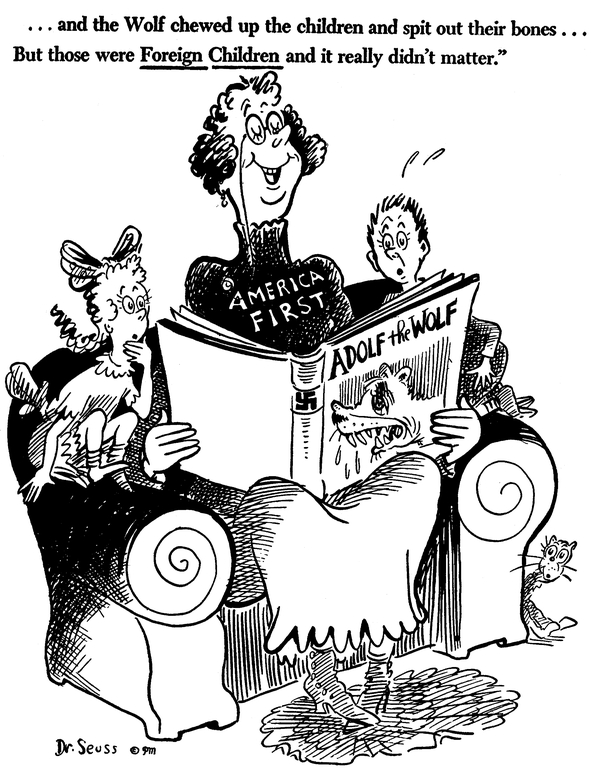
1941年10月初頭、児童文学作家のドクター・スースが描いた、アメリカ第一主義委員会に対する風刺絵

1939年9月1日、ナチス・ドイツがポーランドに侵攻し、第二次世界大戦が始まった。フランスとイギリスはドイツに宣戦布告した。戦争が始まると、アメリカ国民の大多数は、アメリカが戦争に対して中立国の立場を取るよう要求した。
アメリカ国民は、アメリカ政府が日本に対する強い措置を取ることについても支持したが、アメリカ第一主義委員会が関心の目を向けていたのはあくまでヨーロッパであった。1940年6月、フランスがドイツに占領されると、アメリカ国民を取り巻く空気の流れは変わりつつあった。アメリカ国民の大多数は、ナチス・ドイツとの戦いにおいて、イギリスに対して物資による支援を実施することには賛成であったが、アメリカが戦争に直接参戦することについては反対であった。
アメリカの孤立主義を支持する政治団体は、1939年から1940年にかけて複数存在した。フランクリン・デラノ・ルーズヴェルト(Franklin Delano Roosevelt)が推進し、1940年9月2日にアメリカとイギリスの間で取り決められた駆逐艦・基地協定が公開されたあとの9月4日、アメリカ第一主義委員会の結成が発表された。アメリカ第一主義委員会は、アメリカの第二次世界大戦に対するいかなる形での関与にも反対し、アメリカの孤立主義を支持する目的で設立された圧力団体であった。孤立主義・不介入主義を推進する団体としては最大規模のものとなった。
アメリカ第一主義委員会は、以下の声明を発表した。
- アメリカは、要害堅固なる防衛を構築せねばならない
- いかなる外国勢力であれ、綿密に防衛されたアメリカを攻め落とすことはできない
- アメリカにおける民主主義は、ヨーロッパにおける戦争を回避することによってのみ、護持できる
- 「戦争に参戦すること」以外の援助は、国防の弱体化に繋がり、アメリカを戦争に巻き込むことになる[18]

アメリカ第一主義委員会は、中立法(The Neutrality Act)に基づき、ルーズヴェルトが掲げた「アメリカは戦争に参戦しない」との公約を守らせるための嘆願活動を開始した。「中立法」とは、1935年、1936年、1937年、1939年にアメリカ連邦議会で可決された一連の法律を指す。第一次世界大戦後のアメリカにおいては、孤立主義・不干渉主義の機運が高まり、アメリカが外国との戦争に巻き込まれるのを防ぐために成立させた法律であった。アメリカ第一主義委員会は、ルーズヴェルトに対して強い不信感を抱いており、「ルーズヴェルトはアメリカを戦争への道に突き進ませている」と主張し、「ルーズヴェルトはアメリカ国民に対して嘘を吐いている」と非難した。
1916年にトマス・ウッドロウ・ウィルソン(Thomas Woodrow Wilson)が提示した選挙の標語は、「彼はアメリカを戦争から遠ざけてくれた」であった。しかし、再選から半年も経たないうちに、ウィルソンはアメリカを戦争に巻き込んだ。アメリカ第一主義委員会は、「ルーズヴェルトはウィルソンと同じことをするだろう」と確信していた。1937年の中立法の変更は、当初はヨーロッパでの戦争においてアメリカが武器を売ることを禁じるものであったが、これはアメリカ国民の気分を反映したものであった。しかし、イギリスに無償で武器を供与するというルーズヴェルトの発案から生じた武器貸与法(The Lend-Lease Bill)は、枢軸国に対する実質的な宣戦布告であった。アメリカ第一主義委員会はこれを阻止するための行動に出た。バートン・K・ウィーラーは上院議会の場で「これまでに、アメリカがたった一人の男に、この国の防衛力を剥奪する権限を与えたことは一度も無い」と発言し、ルーズヴェルトを批判した。
ルーズヴェルトが武器貸与法案を議会に提出した翌日の1941年1月11日、アメリカ第一主義委員会の委員長、ロバート・E・ウッドは、この法案に対して「総力を挙げて反対する」と約束した。アメリカ第一主義委員会は、ドイツ軍との砲撃戦が起これば、アメリカが戦争に巻き込まれる可能性を考慮し、アメリカ海軍による船舶の護送にも反対した。1941年8月14日に発表された、ルーズヴェルトとウィンストン・チャーチル(Winston Churchill)による共同声明である大西洋憲章(The Atlantic Charter)や、日本に対する経済的な圧力にも、彼らは反対した。
アメリカ第一主義委員会は、駆逐艦・基地協定を含めて、イギリスに対するいかなる物資支援にも反対し、「ナチス・ドイツの存在は、アメリカに対する軍事的脅威にはならない」とする立場を貫いた。ただし、アメリカ第一主義委員会は平和主義の団体ではなかった。彼らの表明した主張は、「アメリカが、大西洋と太平洋の両方で、最新鋭の機甲型軍隊による、緊急事態に対する備えを体現する」目標に基づいたものであった。
アメリカ第一主義委員会に反対する別の圧力団体もあった。その主要なものは、『The Committee to Defend America by Aiding the Allies』（『同盟国を支援してアメリカを防衛する委員会』）であった。彼らは「イギリスがドイツに敗北した場合、事実上、それはアメリカの安全保障に対する脅威となる。イギリスへの支援は、アメリカが戦争に巻き込まれる可能性を上げるのではなく、低下させる」と主張した。1941年6月、ドイツがソ連に侵攻すると、この団体は「by Aiding the Allies」の文言を除去し、「アメリカ防衛委員会」に改称した。これはヨシフ・スターリン(Иосиф Сталин)と共産思想を受け入れることを意味し、そのことに対して委員が覚えた強い嫌悪感から生じたものであった。アメリカはソ連に協力していたが、「アメリカ防衛委員会」は、公式には反共主義の立場を取った。
ルーズヴェルトが提出した武器貸与法案は、二か月間に亘って議会で激しい論争を惹き起こした。アメリカ第一主義委員会は、この法案を廃案に追い込むために専心した。しかし、法案には修正案が加わり、上院と下院の両方で可決され、1941年3月に署名され、成立した。武器貸与法案は、下院で「260」対「165」、上院で「60」対「31」で可決された。その後、ルーズヴェルトは「この決定は、我が国における宥和政策の終焉を意味する。独裁者と仲良くしましょう、との呼びかけは無くなり、専制政治や抑圧勢力との妥協の終わりも意味するのだ」と、勝ち誇ったように宣言した。
アメリカ第一主義委員会は、ルーズヴェルトとイギリスの関係の緊密化の阻止にも、ルーズヴェルトによる立法活動の阻止にも失敗した。この法律の成立に伴い、中立法は廃止された。

## 政治運動

### チャールズ・リンドバーグ

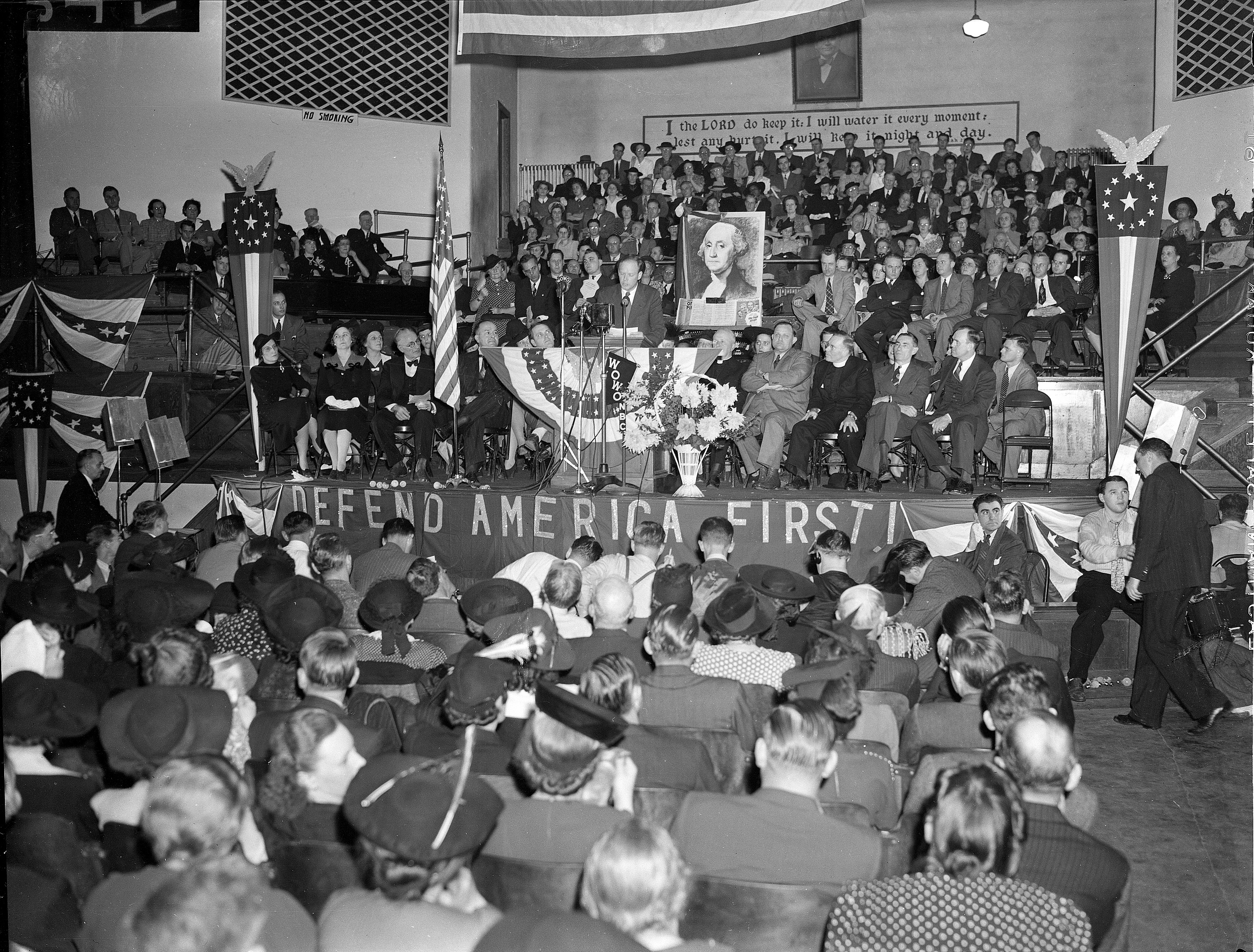
インディアナ州フォート・ウェインで開催されたアメリカ合衆国第一主義委員会の集会で演説するチャールズ・リンドバーグ（1941年10月5日撮影）

歴史家のスーザン・ダンは、「アメリカ第一主義委員会は、自分たちを、主流の圧力団体を象徴する存在にしようと活動していたが、一部の幹部や、会員の多くが反ユダヤ主義の立場を取っていたという事実に苦慮していた」と指摘している。この団体には、結成当初はユダヤ人の会員もいた。レッスィング・J・ローゼンヴァルト、フローレンス・プラク・カーンもユダヤ人であった。ニューヨーク支部の広報部長を務めていたのはユダヤ人であった。著名人で構成される全国委員会の委員の一人であったヘンリー・フォードは反ユダヤ主義の言動が目立ち、ローゼンヴァルトと同じ時期にこの団体に参加した。ローゼンヴァルトはこの団体から去った。ヘンリー・フォードは、その反ユダヤ主義の言動を理由に委員会から除名され、国際オリンピック委員会の委員であったエイヴリー・ブランデイジ(Avery Brundage)も委員会から除名された。その後、アメリカ第一主義委員会は、別のユダヤ人の勧誘を試みたが、この団体に加入するユダヤ人はいなかった。スーザン・ダンは「反ユダヤ主義の問題が解消されることは無かった。ある支部の代表は、反ユダヤ主義の言葉を吐露し、別の支部では反ユダヤ主義者を弁士として招待し、演説させた」と書いた。アメリカ第一主義委員会は、反ユダヤ主義の思想を滔滔と説いたチャールズ・カフリン(Charles Coughlin)とは距離を置こうとした。飛行士のチャールズ・リンドバーグ(Charles Lindbergh)はドイツで称賛された。1936年、リンドバーグはドイツ政府からの招聘を受けてドイツを訪問した。ドイツの高官たちは、リンドバーグを戦争工場や航空基地の巡業視察に招待し、リンドバーグはドイツ空軍の軍備の様子を見学した。ドイツ空軍の戦力に感銘を受けたリンドバーグは、それによって得た所見をアメリカ陸軍参謀本部に秘かに報告し、「アメリカはドイツに対して後れを取っており、航空部隊の増強が急務だ」と告げた。
リンドバーグは、ルーズヴェルトと長きに亘って対立していた。ルーズヴェルトはリンドバーグを「敗北主義者」「譲歩主義者」と呼んで中傷した。これに対し、リンドバーグはルーズヴェルトを「戦争を煽っている」「ルーズヴェルトのやっていることは、アメリカを外部の戦争に巻き込むための、アメリカ国民に対する欺瞞である」と非難した。1939年9月15日、リンドバーグは無線放送網を通じての演説を初めて実施した。彼はこの演説の中で、「北欧と西欧に祖先をもつ人々は、アジアおよびソ連に対する文明の守護者である」との所信を表明し、「戦争するのではなく、ヨーロッパとアメリカで、外国人による侵略から全ての白人を守らねばならない」と発言した。1937年の経済崩壊は「ルーズヴェルト恐慌」(Roosevelt Depression)と呼ばれ、これはルーズヴェルト政権にとっては大打撃となった。経済政策の失敗により、ルーズヴェルトへの支持は下がっていった。その後、戦争危機が到来したことにより、ルーズヴェルトの運勢は上向いた。ジョン・T・フリンによれば、ルーズヴェルトが戦争を望んでいた理由は、多くのアメリカ人が「ルーズヴェルトはアメリカにおける全ての解決不能な問題からの、輝かしく壮大な逃避を決め込もうとしていると考えたからだ、と信じていた」という。
団体の活動の前半の頃は、アメリカ第一主義委員会とリンドバーグは一定の距離を置いていた。ロバート・ダグラス・スチュアート・ジュニアは、リンドバーグの政治的主張と立場への密接な関与に対して警戒していた。一方のリンドバーグは単独で動いていた。しかし、委員長のロバード・E・ウッドは、リンドバーグを委員会に参加させたいとの考えを強めるようになった。1941年4月10日、リンドバーグが全国委員会に加入することに合意し、4月17日、リンドバーグはシカゴ競技場(The Chicago Arena)にて開催されたアメリカ第一主義委員会の集会に出席し、集まった聴衆に向けて演説を行った。チャールズ・リンドバーグが加わったことにより、彼はアメリカ第一主義委員会におけるもっとも著名な人物となった。リンドバーグが加入したのち、集会への参加者と団体の会員数は大幅に増加したが、その一方で、介入主義者やルーズヴェルト政権から突き付けられる批判の度合も大幅に高まることとなった。1941年6月20日、ロス・アンジェレスにて開催されたアメリカ第一主義委員会による集会に出席したリンドバーグは、3万人の聴衆を前に、「平和と（戦争に対する）心構えの大会」と称した演説を行った。リンドバーグは、アメリカを戦争へと導こうとする政治的な運動を批判し、「アメリカは難攻不落である」と宣言した。彼は、「介入主義者たちや『イングランドを防衛せよ』と呼びかける者たちの本音は、『ドイツを打倒せよ』なのだ」と主張した。
1941年の夏、リンドバーグは、「ヒトラー以上に、平和に対する大きな脅威である」として、ルーズヴェルトを強く非難した。「ルーズヴェルトは、『アメリカの安泰は、カーボ・ベルデ諸島を支配下に収められるかどうかにかかっている』と主張した。ヒトラーですら、そのような発言はしなかったのに」「ルーズヴェルトは、『ヒトラーは、ドイツが世界の支配者となる』と主張している。 しかし、ヨーロッパとアジアの戦争を制御するのが我々の仕事であり、我々アメリカはアフリカ大陸の海岸沖の島々を支配下に置かねばならない』と発言し、世界の支配を主張しているのが、他ならぬルーズヴェルト自身なのだ」と演説した。
1941年9月11日、アイオワ州デモインにて開催された、アメリカ第一主義委員会による集会に出席したリンドバーグは、集まった人々に対して演説を行った。彼はこの演説の中で、アメリカを戦争に引きずり込もうとする勢力が存在し、それはイギリス、ルーズヴェルト、そして、アメリカに住むユダヤ人である、と明言した。「この国を戦争に向かわせようとしている主要な3つの勢力は、イギリス、ユダヤ人、ルーズヴェルト政権である。彼らの背後にいるのは、それほど重要な存在ではないが、『自分たちの将来、人類の未来は、大英帝国による制圧にかかっている』と考える多くの資本家、イギリスびいき、知識人である...戦争を扇っているこの者たちは、我が国においてはごく少数に過ぎないが、彼らの及ぼす影響力はとてつもないものだ」と語った。リンドバーグは、ドイツでユダヤ人が受けている迫害について憫察の意を示しつつも、「アメリカの戦争への参戦は、ユダヤ人にとっても利益にならない」と主張し、以下のように演説した。
ユダヤ人がなぜナチスの打倒を望むのかについては容易に理解できる。ドイツ国内で彼らが受けている迫害は、人種・民族に関係無く、不倶戴天の敵となるには充分な理由となるだろう。人間としての尊厳があるなら、ドイツ国内でユダヤ民族が受けている迫害行為について、見て見ぬふりをすることなどできはしないであろう。ただし、誠実で洞察力がある人であれば、目下推進中である戦争を助長する政策を目の当たりにして、我々アメリカ人にとっても、彼らユダヤ人にとっても、このような政策は危険でしかないことが理解できるはずだ。この国にいるユダヤ人の団体は、戦争を煽るのを止めて、あらゆる手段で戦争に反対すべきである。『忍耐』とは、平和と力強さに依存する美徳のことだ。この美徳は、戦争や荒廃には耐えられないことを歴史が証明している。先見の明がある少数のユダヤ人はこのことを認識しており、戦争への介入に反対している。しかし、大多数はそうではない。ユダヤ人がアメリカにもたらす『最大の危機』とは、『映画、報道機関、無線放送、政府に対して、彼らが及ぼしている重大な所有権と影響力のことだ。
この演説のあと、リンドバーグは「反ユダヤ主義者だ」と非難の声を浴びた。ドロスィー・トンプソンは、『ニューヨーク・ヘラルド・トリビューン』にて、「リンドバーグがナチスを支持しているのは間違いない」と書いた。ウェンデル・ウィルキー(Wendell Willkie)は、リンドバーグの演説に対し、「全国的な評判を持つ人物による、まったくもってアメリカにふさわしくない発言だ」と述べた。リンドバーグによるこの演説は、アメリカ第一主義委員会の理念を損なう形となった。
ドイツによるポーランド侵攻のあと、リンドバーグは1939年11月号の『リーダース・ダイジェスト』(The Reader's Digest)に掲載された『Aviation, Geography and Race』（「航空学、地理学、人種」）と題した記事の中で、以下のように記述した。
「ヨーロッパの文化の継承者たる我々は、破滅的な戦争の危機に瀕しています。この戦争は、我々の家族である国家の内部で起こっている戦争であり、白人の力を弱め、財産を破壊する戦争です...ロシアとの国境で、アジアは我々に肉薄しており、全ての異民族は執拗に活動を続けています...。我々が団結し、極めて貴重な財産であるヨーロッパの血の継承を護持し、外国の軍隊による攻撃から防衛し、外国の人種を弱体化させることによってのみ、我々は平和と安全を手に入れられるのです」
リンドバーグも、他の委員たちと同じく、共産主義を恐れていた。しかし、他の委員たちがアメリカの民主主義の行方を危惧していたのに対し、リンドバーグは白人の将来と、彼が「西洋文明」と呼ぶものについて心配していた。 彼の定義には「民主主義」は含まれていなかった。リンドバーグは演説の中で、 「ヨーロッパとの絆は人種の絆であり、政治における信念体系の絆ではない」と主張した。リンドバーグが重要視していたのは、ドイツを含む西側の大国であった。彼が賞賛し、「人種的優位性の証明である」と信じていた産業と技術の優位性を示していたのは、ドイツだけであった。「文明に対する唯一の真の危険」とは、技術を向上させる能力の無い有色人種...「下等な種族の存在にある」と彼は考えた。1941年7月1日、リンドバーグは「昨日までは、殺人犯であったり、略奪者であった者たちが、今日では文明の勇敢な擁護者として受け入れられている」「言っておきますが、私は、残虐で、野蛮で、神をも恐れぬソ連よりも、イギリスや、欠点を抱えたままのドイツと同盟を結ぶほうが100倍ましだ、と考えます。アメリカとソ連の同盟の締結には、この国のすべてのアメリカ人、すべてのキリスト教徒、そして、すべての人道主義者が反対すべきなのです」と演説した。
1941年9月16日、アメリカ海軍は護送任務を正式に開始し、イギリスとアメリカの船舶をアイスランドまで護送した。ソ連の軍事需要について判断するため、イギリスとアメリカはモスクワにて交渉を行った。1941年10月、ルーズヴェルトは、アメリカの軍事装備品をソ連が購入できるようにするため、ソ連に10億ドルを無利子で融資する話を申し出た。その後、ルーズヴェルトは中立法の主要条項を廃止し、アメリカの商船が武装し、戦闘地域に進航するのを許可して欲しい、と要請した。アメリカ連邦議会は、ルーズヴェルトの要請を速やかに承認した。
アメリカ第一主義委員会がアメリカの各地で開催した大規模な集会や、東海岸から西海岸にかけての無線放送での中継を通じて、リンドバーグはアメリカ国民に向けて「我々の真の敵はナチス・ドイツではなく、ソ連である」と説いた。リンドバーグは、「『一方がドイツ、他方がイングランドとフランスの戦争』の構図は、『ドイツの勝利に終わるか、ヨーロッパがひれ伏して荒廃するか』、このいずれかだけだ」「ソ連に対して団結し、攻撃の矛先を切り替えねばならない」と演説した。アメリカ第一主義委員会の広報機関全体が、ソ連に対する武器貸与の援助に抗議する全国的な政治運動に身を投じた。ハミルトン・フィッシュ3世(Hamilton Fish III)、バートン・K・ウィーラー、ジェラルド・P・ナイ、アメリカ第一主義委員会の広報担当官は、ソ連に対するアメリカの援助を非難し、「ソ連がどのような運命を迎えようとも、アメリカには何の関係も無い」と宣言した。ルーズヴェルトの前任者で、第31代合衆国大統領、ハーバート・フーヴァー(Herbert Hoover)も、この政治運動に参加した。1941年8月5日、フーヴァーは、ジョン・L・ルイス、ハンフォード・マクナイダーらとともに、「ソ連に対する無許可での支援の約束や、その他の好戦的な動きに抗議する」声明を正式に発表した。
1941年10月30日に開催されたアメリカ第一主義委員会の集会に出席したリンドバーグは、「1938年の時点で、私は、一方がドイツ、もう一方がイングランドとフランスの間で戦争が起こった場合、結果はドイツが勝利するか、ヨーロッパがひれ伏して荒廃するかのいずれかを迎えるだろう、との結論に達していました。それゆえ、私はイングランドとフランスに対して...ドイツが宣戦布告無しでソ連に進軍することについて許可を出すよう主張したのです」と述べた。

### 反ユダヤ主義
1939年8月23日、ドイツとソ連による不可侵条約が締結されると、アメリカの共産主義者たちは戦争に反対する姿勢を強めるようになった。彼らはアメリカ第一主義委員会に潜入し、組織の乗っ取りを画策した。しかし、1941年6月22日、ドイツがソ連に侵攻すると、共産主義者たちは、アメリカ第一主義委員会について、「ナチスの隠れ蓑だ」「ドイツの工作員が紛れ込んでいる」と非難した。
作家のローラ・インガルス・ワイルダー(Laura Ingalls Wilder)の遠縁の親戚で、飛行士のローラ・インガルス(Laura Ingalls)はアメリカ第一主義委員会に参加し、集会では弁士として登場した。集会での彼女はナチス式敬礼を行い、委員会の執行部はこれにやきもきしたが、地元の支部から彼女に対する称賛の声が出たことにより、彼女は活動の継続を許された。1941年12月、インガルスは逮捕され、裁判にかけられた。外国代理人登録法(The Foreign Agents Registration Act)に違反したのが理由であった。これは外国の利益を代表する形でアメリカ国内で活動する人物に対して公開義務を課す法律である。元々はナチスに対抗する目的で、1938年に制定された。法廷にて、検察は、ドイツの外交官、ウルリッヒ・フライヘル・フォン・ギーナント(Ulrich Freiherr von Gienanth)が、彼女にアメリカ第一主義委員会への参加を勧めていたことを明らかにした。インガルスは「有罪」と認定され、1942年2月20日に懲役刑を宣告された。
アメリカ第一主義委員会は、組織の内部の反ユダヤ主義者を取り締まろうとした。委員長のロバート・E・ウッドは、無線放送で反ユダヤ主義の思想を説いたチャールズ・カフリン司祭の信奉者に対し、「我々は、あなたがたのような人々を必要とはしておりません」と述べた。1941年9月11日のデモインでの集会で演説を行ったリンドバーグに対し、聴衆は野次を浴びせた。アメリカ第一主義委員会は、ナチスへの同調者を締め出そうとしたが、失敗に終わった。外交史の歴史家、アレクザンダー・ディーコンドは、「アメリカ第一主義委員会を支持していた者たちの多くは、さまざまな理由から、ルーズヴェルトに不信感を抱く中西部の共和党員であったが、純粋な局地的組織や党派心に基づく政治運動ではなかった。経歴はさまざまであり、共和党と民主党の双方から、数多くの律儀なアメリカ人がこの団体に参加し、貢献した。反ユダヤ主義者の団体や、ナチスに同調する集団、極端論者による憎悪組織団体も（アメリカ第一主義委員会を）支持していたが、この少数派の者たちからの支持が、アメリカ第一主義委員会の評判を損なった」と書いた。作家のマックス・ウォーレスは、「1941年の夏までに、過激主義論者がこの団体の乗っ取りに成功した」と書いた。
チャールズ・リンドバーグが行った演説により、「アメリカ第一主義委員会は、反ユダヤ主義やファシズムに対する共鳴を公然と示している」との批判を強めることになった。歴史家のスーザン・ダンは、「会員たちの大多数は、愛国心と互助精神に溢れ、努めて公正であろうとしただろうが、アメリカ第一主義委員会が反ユダヤ主義の汚点を払拭できる日が到来することは無いだろう」と書いた。
カリフォルニア州立大学(The California State University)のブラッドリー・W・ハート(Bradley W. Hart)は、「アメリカ第一主義委員会の会員たちは、自分たちを『アメリカ人の愛国心ならびにアメリカの伝統・流儀の頂点に立つ存在』と位置づけ、アメリカの戦争への参戦に強く反対した」と指摘している。ハートによれば、彼らは攻撃よりも防衛を重視し、自分たちが、『Gold Star Mothers』（「戦争で子供を亡くした母親」の意味）の数が増えるのを『防ぐことにだけ関心がある』愛国者に見せようと振る舞ったのだ」という。彼らの多くは反ユダヤ主義の思想を掲げ、ナチス・ドイツに親近感を抱く者も多かったが、第二次世界大戦が激化するにつれて、そのような意見は非難されるようになった。

## 解散
1941年12月7日、大日本帝国による真珠湾攻撃を受けて、アメリカ第一主義委員会は、「目下の重大な事態」を考慮し、ボストン・ガーデン(The Boston Garden)で開催が予定されていた集会を急遽取り止め、委員会の執行部は、政府の戦争遂行努力に対する支持を表明した。チャールズ・リンドバーグは以下のように述べた。
この数か月で、我が国には戦争が差し迫っていました。そして今、戦争が勃発してしまった。今までの政府による政策に対して我々が見せてきた反応についてはさておき、アメリカ国民として一致団結し、戦争に立ち向かわねばなりません。政策が賢明であったかどうかは別にして、我が国は武力による攻撃を受けた以上、武力で報復せねばなりません。我が国の防衛と軍事的地位については、長きに亘って見くびられてきました。今まさに、我々は、世界で最も強大で、最も能率的な陸・海・空軍の構築に向けて、あらゆる努力を注がねばなりません。アメリカの兵士たちが戦地に赴く際には、最新鋭の技術による設計と工業による製造可能な、誰にも引けを取らぬ装備を整えねばなりません。
日本に対する正式な宣戦布告を受けて、アメリカ第一主義委員会は、組織の解散を選択した。1941年12月11日、委員会の執行部は会合を開き、組織の解散を決議するに至った。この日、ドイツとイタリアもアメリカに対して宣戦布告した。アメリカ第一主義委員会は、報道機関に向けて以下の声明を発表した。
我々の行動指針は正しかったのです。政府が我々の言う通りにしていれば、戦争は避けられたでしょう。我々の掲げた目標が達成できたら、どうなっただろうか、と考えたところで、もはやそれは何の意味も成さなくなってしまいました。我々は今、戦争状態にあるのです。付随する重要な留意事項は数多いかもしれませんが、第一目的について明言することは難しくはありません。すなわち、「勝利」の一言で充分です。
日本に対する宣戦布告がなされると、アメリカ第一主義委員会の幹部たちは、アメリカ合衆国政府の戦争遂行努力を支持し、多くの者が何らかの任務に就いた。地方支部の幹部の多くは軍隊に志願した。少数の者はその後も反戦活動を続けたが、その数は決して多くはなかった。
1942年4月28日、ルーズヴェルトは、「報道の神聖なる自由を悪用し、東京とベルリンにいる宣伝屋の心情に同調する、少数の偽りの愛国者の手によって、戦争遂行努力が妨害されるようなことがあってはならない」と警告した。

## その後
1983年、キングマン・ブリュースター・ジュニアは、自分を含めて、孤立主義を推進する政治運動が失敗に終わったのは良いことであった、と述べた。彼はまた、イェール大学の上層部には、意識的か無意識的かを問わず、反ユダヤ主義の傾向が見られたことを認めた。
アメリカ第一主義委員会を設立したロバート・ダグラス・スチュアート・ジュニアは2000年に取材を受けた。彼は「会員たちの同窓会を開催したことがあるか」と聞かれると、「一度も無い」と答えた。彼は「世界からいまだに悪党の集団と思われている事実に対し、我々は敏感になっているのかもしれません」と述べた。
初期の頃に行われた調査結果によれば、アメリカ第一主義委員会の一部の幹部は、自分たちの団体があまりにも消極的であり、組織として存続できるだけの確かな信念体系が欠けているのではないか、と不安になっていたという。
評論家のパット・ブキャナン(Pat Buchanan)は、2004年10月に「アメリカ第一主義が蘇った」と題した時評を寄稿した。ブキャナンはアメリカ第一主義委員会について、「彼らの功績は不滅だ。ヒトラーが1941年6月にソ連に侵攻するまで、アメリカは第二次世界大戦に参戦しなかった。アメリカの代わりにソ連がドイツからの攻撃の矢面に立つことになり、ナチス・ドイツを撃破するために戦い、血を流し、多くの死者を出したのだ」と書いた。
歴史家のウェイン・S・コール(Wayne S. Cole)は、「アメリカ第一主義委員会は、ルーズヴェルトの行動の阻止についてはいずれも失敗に終わっているが、それ以外の点では、ルーズヴェルトの行動を制限できた」「1941年を通じて、世論による孤立主義の圧力を最も強く動員したアメリカ第一主義委員会の存在により、ルーズヴェルトによるイギリスへの支援は、掣肘を加えられる格好となった」と書いた。
2016年に実施された合衆国大統領選挙に出馬したドナルド・トランプ(Donald Trump)は、「アメリカ第一主義」なる言葉を用いた。トランプは「私は孤立主義者ではありません。『アメリカ第一主義者』です。私はこの単語が好きなのです」と語った。

### 一次資料
- America First Committee (1990). In Danger Undaunted: The Anti-Interventionist Movement of 1940-1941 As Revealed in the Papers of the America First Committee. Hoover Press. ISBN 9780817988418
- Justus Drew Doenecke ed. In Danger Undaunted: The Anti-Interventionist Movement of 1940–1941 as Revealed in the Papers of the America First Committee (1990) excerpt

### 歴史資料
- Justus Drew Doenecke (Spring 1983) "Literature of Isolationism, 1972–1983: A Bibliographic Guide" Journal of Libertarian Studies 7(1), pp. 157–184
- Justus Drew Doenecke (Winter 1986) "Explaining the Antiwar Movement, 1939–1941: The Next Assignment" Journal of Libertarian Studies 8(1), pp. 139–162.
- Hogan, Michael J., ed (2000). Paths to Power: The Historiography of American Foreign Relations to 1941. Cambridge University Press. p. 258. ISBN 9780521664134
- America First Committee Records, 1940-1942 at the Hoover Institution Archives